# Mercer Island
Mercer Island ist eine Stadt im King County im Westen des US-Bundesstaates Washington. Die Stadt liegt auf der gleichnamigen Insel im Lake Washington östlich von Seattle und gehört zu dessen Metropolregion. Im Norden verbindet der Interstate 90 die Stadt mit dem Festland. Das U.S. Census Bureau hat bei der Volkszählung 2020 eine Einwohnerzahl von 25.748 ermittelt.

## Geschichte
Mercer Island wurde durch Weiße erstmals in den 1870er Jahren besiedelt. Den Namen erhielt die Insel nach den Gebrüdern Mercer, die von Seattle hierher ruderten, um zu fischen, zu jagen oder Beeren zu sammeln. Die erste Ansiedlung bildete sich auf der nordwestlichen Seite der Insel. Diese wurde zunächst East Seattle genannt.
1889 erbaute C.C. Calkins dort ein Hotel, das Calkins Hotel. Deswegen entstand dort ein Fähranleger, Calkins Landing, der wiederum zu einem Wachstum der Bevölkerung beitrug. Das Hotel brannte 1908 zwar bis auf die Grundmauern ab, der Fährbetrieb wurde aber aufrechterhalten und ein kleines Gewerbegebiet entstand. Während der 1930er Jahre setzte sich George Lightfoot für eine Brückenverbindung nach Seattle ein. Die Lake Washington Floating Bridge wurde 1940 fertiggestellt und dadurch verlagerte sich das Gewerbegebiet an seine heutige Stelle am nördlichen Ende der Insel.
Die City of Mercer Island wurde am 5. Juli 1960 eingetragen und umfasste die komplette Insel mit Ausnahme des etwa 28 Hektar großen Gewerbegebietes. Dieses konstituierte sich am 9. August 1960 als Town of Mercer Island und war vollständig durch die City umgeben. Die beiden Gemeinden fusionierten am 19. Mai 1970.

## Geographie
Mercer Islands geographische Koordinaten sind 47° 34′ N, 122° 14′ W.
Nach den Angaben des United States Census Bureaus hat die Stadt eine Fläche von 34,0 km²; davon entfallen 16,5 km² auf Land und 17,4 km² auf Gewässer.
Mercer Island ist die bevölkerungsreichste Gemeinde auf einer Binneninsel in den Vereinigten Staaten.

## Brücken
Mercer Island ist durch den Interstate 90 mit Seattle im Westen und Bellevue im Osten verbunden. Der Interstate nach Seattle wird mit der Mercer Island Bridge über den Lake Washington geführt. Das Bauwerk besteht aus den beiden parallel verlaufenden Schwimmbrücken Homer M. Hadley Memorial Bridge und Lacey V. Murrow Memorial Bridge, welche zu den längsten Schwimmbrücken der Welt gehören. Richtung Osten benutzt der Interstate die East Channel Bridge zur Überquerung des Gewässers.

## Bildung
Zum Mercer Island School District gehören sieben Schulen auf der Insel, vier Grundschulen (Northwood Elementary, West Mercer Elementary, Island Park Elementary und Lakeridge Elementary), eine Mittelschule (Islander Middle School) und eine Highschool (Mercer Island High School), sowie eine alternative Highschool (Crest Learning Center).
Auf Mercer Island befinden sich auch die St. Monica School, die French American School of Puget Sound sowie die Northwest Yeshiva High School.

## Demographie
Zum Zeitpunkt des United States Census 2000 bewohnten Mercer Island 22.036 Personen. Die Bevölkerungsdichte betrug 1333,6 Personen pro km². Es gab 8806 Wohneinheiten, durchschnittlich 532,9 pro km². Die Bevölkerung Mercer Islands bestand zu 84,09 % aus Weißen, 1,14 % Schwarzen oder African American, 0,16 % Native American, 11,87 % Asian, 0,07 % Pacific Islander, 0,52 % gaben an, anderen Rassen anzugehören und 2,16 % nannten zwei oder mehr Rassen. 1,86 % der Bevölkerung erklärten, Hispanos oder Latinos jeglicher Rasse zu sein.
Die Bewohner Mercer Islands verteilten sich auf 8437 Haushalte, von denen in 35,5 % Kinder unter 18 Jahren lebten. 65,6 % der Haushalte stellten Verheiratete, 6,7 % hatten einen weiblichen Haushaltsvorstand ohne Ehemann und 25,6 % bildeten keine Familien. 22,1 % der Haushalte bestanden aus Einzelpersonen und in 11,2 % aller Haushalte lebte jemand im Alter von 65 Jahren oder mehr alleine. Die durchschnittliche Haushaltsgröße betrug 2,58 und die durchschnittliche Familiengröße 3,03 Personen.
Die Stadtbevölkerung verteilte sich auf 26,0 % Minderjährige, 4,2 % 18–24-Jährige, 21,2 % 25–44-Jährige, 29,9 % 45–64-Jährige und 18,7 % im Alter von 65 Jahren oder mehr. Das Durchschnittsalter betrug 44 Jahre. Auf jeweils 100 Frauen entfielen 92,7 Männer. Bei den über 18-Jährigen entfielen auf 100 Frauen 88,3 Männer.
Das mittlere Haushaltseinkommen in Mercer Island betrug 91.904 US-Dollar und das mittlere Familieneinkommen erreichte die Höhe von 110.830 US-Dollar. Das Durchschnittseinkommen der Männer betrug 82.855 US-Dollar, gegenüber 46.734 US-Dollar bei den Frauen. Das Pro-Kopf-Einkommen in Mercer Island war 53.799 US-Dollar. 3,2 % der Bevölkerung und 1,9 % der Familien hatten ein Einkommen unterhalb der Armutsgrenze, davon waren 3,4 % der Minderjährigen und 2,3 % der Altersgruppe 65 Jahre und mehr betroffen.

## Söhne und Töchter der Stadt
- Mary Wayte (* 1965), Schwimmerin
- Quin Snyder (* 1966), Basketballtrainer
- Katie Hall (* 1987), Radrennfahrerin

## Partnerstadt
- Thonon-les-Bains, Frankreich